# Paletă de muște

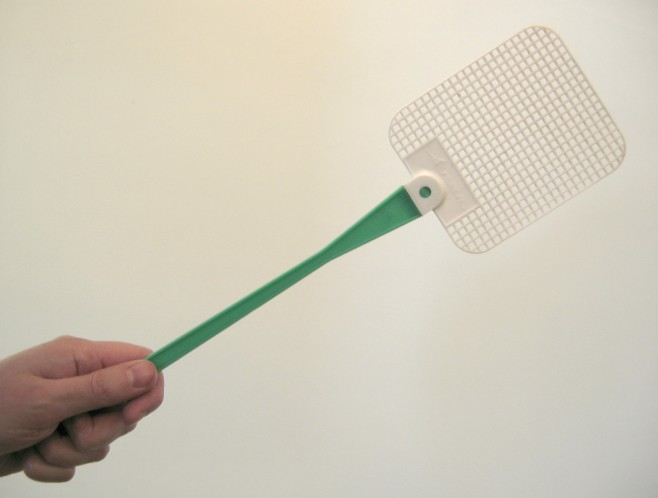
Paletă de muște

Paleta de muște este un instrument manual folosit pentru a omorî muște sau alte insecte. Paleta de muște modernă constă, în general, dintr-un pătrat mic (în general 10 cm) din material ușor, flexibil și cu găuri, în general plastic sau cauciuc, unit de un mâner de 30 cm lungime. Paleta cu găuri permite mișcarea rapidă prin aer, făcând mai ușoară lovirea unei ținte, cum ar fi o muscă. Găurile permit, de asemenea, ca paleta să se apropie de muscă fără a fi detectată de aceasta, deoarece musca poate detecta schimbările de presiune cauzat de un obiect care se apropie. 

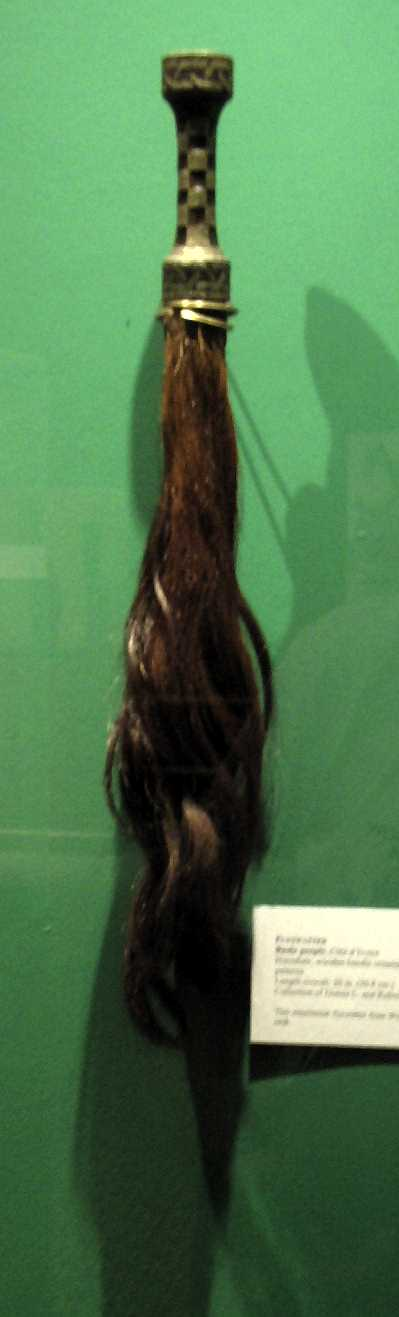
Această paletă de muște africană este făcută din coamă de cal și un mâner de lemn.